# Oficina d'Estudis Jurídics
L'Oficina d'Estudis Jurídics va ser constituïda el juliol de 1918 per un acord de l'Assemblea de la Mancomunitat de 28 de maig. Havia estat projectada per Enric Prat de la Riba però no fou establerta efectivament fins al mandat de Josep Puig i Cadafalch, amb l'encàrrec de codificar “les regles de dret integrants del règim jurídic català”. El seu cap fou Francesc de Paula Maspons i Anglasell i en foren membres Martí Esteve i Guau, Ramon Coll i Rodés, Ferran Valls i Taberner, Ramon d'Abadal i de Vinyals, Rafael Closas i Cendra i Tomàs Roig i Llop.
Aquesta Oficina dugué a terme una tasca destacable, especialment en l'àmbit del dret civil català, i fou també l'òrgan de consulta del President i del Consell de la Mancomunitat. Fins que fou extingida el juliol de 1924, a conseqüència del cop d'estat del general Primo de Rivera, emeté una diversitat de dictàmens jurídics.
El seu primer treball fou dedicat a La codificació i el dret català, en què estudià la situació jurídica de Catalunya. Seguidament va publicar un treball monogràfic a la institució dels Parafernals i al dret comparat dels països que coneixen institucions similars. Finalment, va endinsar-se en la redacció seriada del Costumari català, que va començar amb un volum referent a la manera de menar els boscos i les arbredes, i als tractes de bosc i fusta. En el segon volum aplegà els costums relatius als termenals, els camins i les aigües. Mentre el tercer fou dedicat a l'edificació urbana. Finalment, l'Oficina va continuar la publicació de Textos de Dret Català, amb un volum referent als privilegis i ordinacions de les Valls Pirenenques.